# Лига освобождения бураку

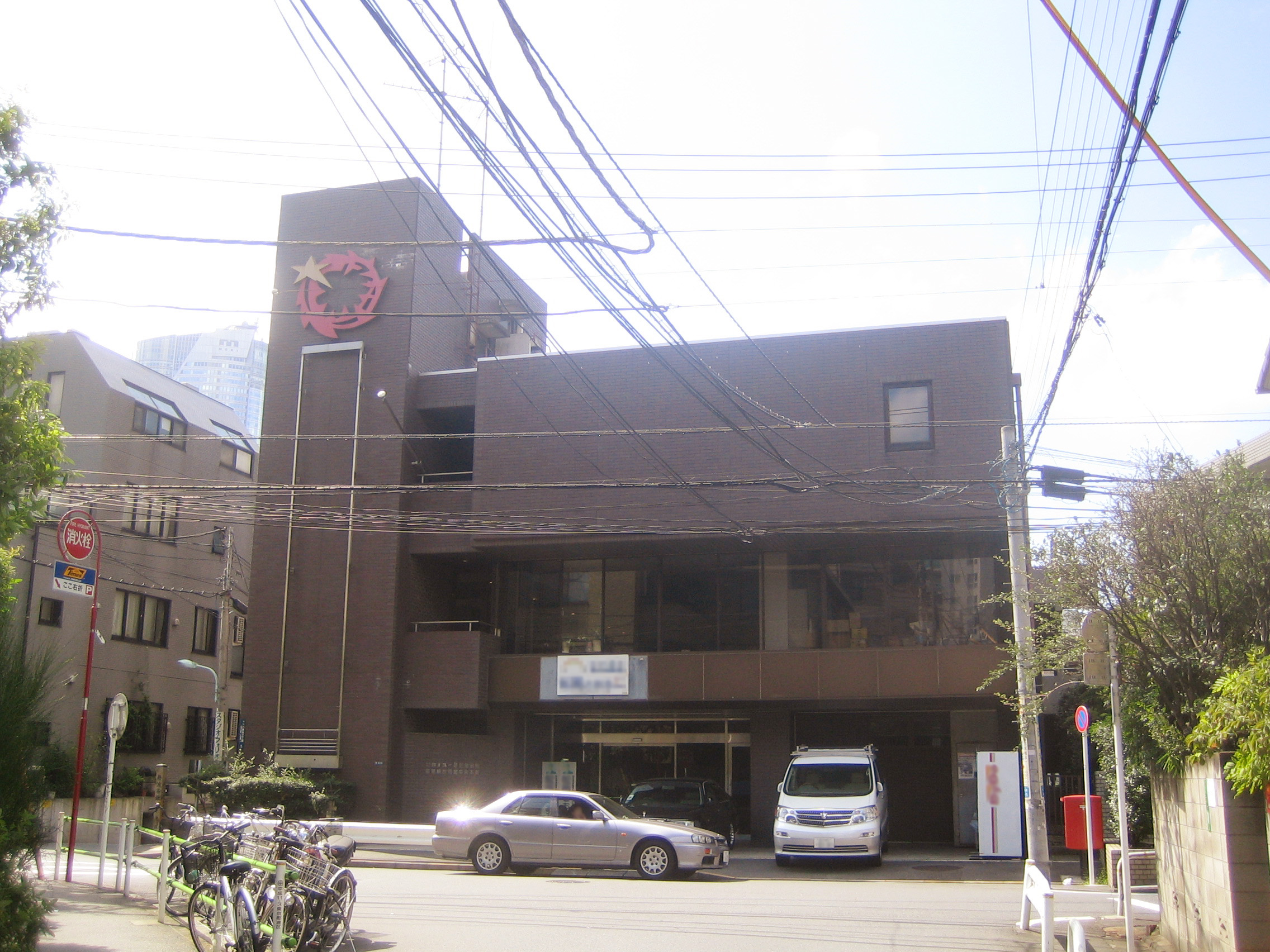
Бывшая штаб-квартира ЛОБ

Лига освобождения бураку (яп. 部落解放同盟 Бураку кайхо: до:мэй) — японская организация, борющаяся против дискриминации буракуминов.

## Общие сведения
В 1922 году была создана первая организация для борьбы за права и интересы бураку — Национальная уравнительная ассоциация. Однако к 1942 году многие ключевые активисты оказались призваны на военную службу. После войны, в 1946, Лига была сформирована уже под современным названием. Главным достижением Лиги освобождения бураку стала разработка и принятие законов, которые юридически уравняли статус буракуминов с остальными японцами. После смерти в 1966 году одного из лидеров движения, японского политика Дзиитиро Мацумото, от организации откололись и создали собственную группу те, кто не согласился с её последующей политикой.

## Критика
Иногда критикуется за продолжение своей деятельности в то время как (по мнению критиков) цели организации уже достигнуты. Так, критика Лиги исходила от Коммунистической партии Японии (КПЯ). Современная активность ЛОБ критиковалась как несправедливые меры по дальнейшему продвижению буракуминов, которые могут породить «новое предубеждение».